# Дубки (Киржачский район)
Дубки — деревня в Киржачском районе Владимирской области России, входит в состав Филипповского сельского поселения. 

## География
Деревня расположена в 7 км на восток от центра поселения села Филипповское и в 13 км на юго-запад от Киржача. Близ деревни находится жилой городок бывшей в/ч 62843. 

## История
В конце XIX — начале XX века деревня входила в состав Филипповской волости Покровского уезда, с 1926 года в составе Александровского уезда. В 1859 году в деревне числилось 27 дворов, в 1905 году — 46 дворов, в 1926 году — 51 дворов.
С 1929 года деревня являлась центром Дубковского сельсовета Киржачского района, с 1940 года — в составе Филипповского сельсовета, с 2005 года — в составе Филипповского сельского поселения.

## Население
| 1859 | 1905 | 1926 | 2002 | 2010 | 2021 |
| ---- | ---- | ---- | ---- | ---- | ---- |
| 177  | ↗311 | ↘248 | ↗407 | ↘67  | ↘52  |